# Enchanted April (1935)
Enchanted April is een Amerikaanse dramafilm uit 1935 onder regie van Harry Beaumont. Het scenario is gebaseerd op de roman The Enchanted April (1922) van de Britse auteur Elizabeth von Arnim.

## Verhaal
Lotty Wilkins voelt zich verwaarloosd door haar echtgenoot. Ze wil samen met haar beste vriendin Rose Arbuthnot een kasteel huren in Italië. Phoebe Fisher en Caroline Dester willen ook ontsnappen aan de sleur van hun huwelijksleven en ze besluiten mee te reizen met Lotty en Rose. Tijdens hun verblijf in april maken de dames allerlei verwikkelingen mee. 

## Rolverdeling
| Acteur              | Personage        |
| ------------------- | ---------------- |
| Ann Harding         | Lotty Wilkins    |
| Frank Morgan        | Mellersh Wilkins |
| Katharine Alexander | Rose Arbuthnot   |
| Reginald Owen       | Henry Arbuthnot  |
| Jane Baxter         | Caroline Dester  |
| Ralph Forbes        | Peppo Briggs     |
| Jessie Ralph        | Phoebe Fisher    |
| Charles Judels      | Domenico         |
| Rafaela Ottiano     | Francesca        |